# Dicranopygium crinitum
Dicranopygium crinitum är en enhjärtbladig växtart som beskrevs av Gunnar Wilhelm Harling. Dicranopygium crinitum ingår i släktet Dicranopygium och familjen Cyclanthaceae.
Artens utbredningsområde är Panamá. Inga underarter finns listade.